# Barbara Inkpen
Barbara Jean Inkpen mariée Lawton (née le 28 octobre 1949 à Farnham et morte le 3 septembre 2021) est une athlète britannique spécialiste du saut en hauteur. Elle remporte une médaille de bronze aux championnats d'Europe 1971 et la médaille d'or aux Jeux du Commonwealth britannique de 1974.

## Biographie

### Palmarès
| Date | Compétition                      | Lieu         | Résultat | Performance |
| ---- | -------------------------------- | ------------ | -------- | ----------- |
| 1968 | Jeux européens en salle          | Madrid       | 8e       | 1,65 m      |
| 1968 | Jeux olympiques d'été            | Mexico       | 13e      | 1,68 m      |
| 1969 | Championnats d'Europe            | Athènes      | 8e       | 1,77 m      |
| 1971 | Championnats d'Europe            | Helsinki     | 3e       | 1,85 m      |
| 1972 | Jeux olympiques d'été            | Munich       | 4e       | 1,85 m      |
| 1974 | Jeux du Commonwealth britannique | Christchurch | 1re      | 1,84 m      |
| 1974 | Championnats d'Europe            | Rome         | 14e      | 1,70 m      |

### Records
| Épreuve         | Performance | Lieu | Date |
| --------------- | ----------- | ---- | ---- |
| Saut en hauteur | 1,87 m      |      | 1973 |